# Драфт новачків НХЛ 2012

Драфт новачків НХЛ 2012 відбувся 22-23 червня на арені Консол-Енерджі-центр, що є домашнім майданчиком для команди НХЛ Піттсбург Пінгвінс.
Дана церемонія стала 50-ю за ліком в історії організації. В семи раундах драфту було обрано 211 молодих хокеїстів.
Під загальним першим номером було обрано уродженця Нижньокамську, правого крайнього команди ОХЛ Сарнія Стінг Наїля Якупова.

## Драфт-лотерея

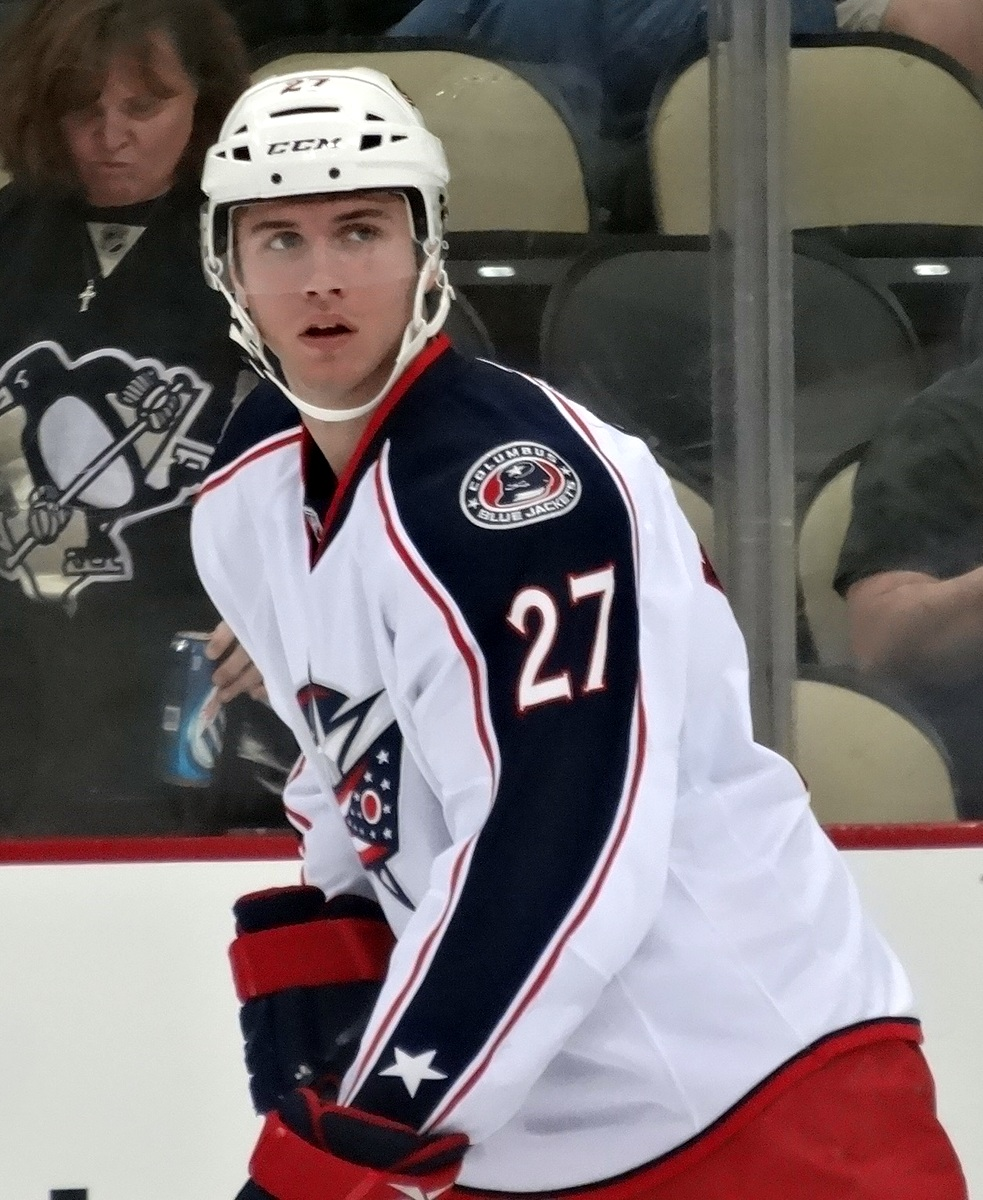
Райан Мюррей

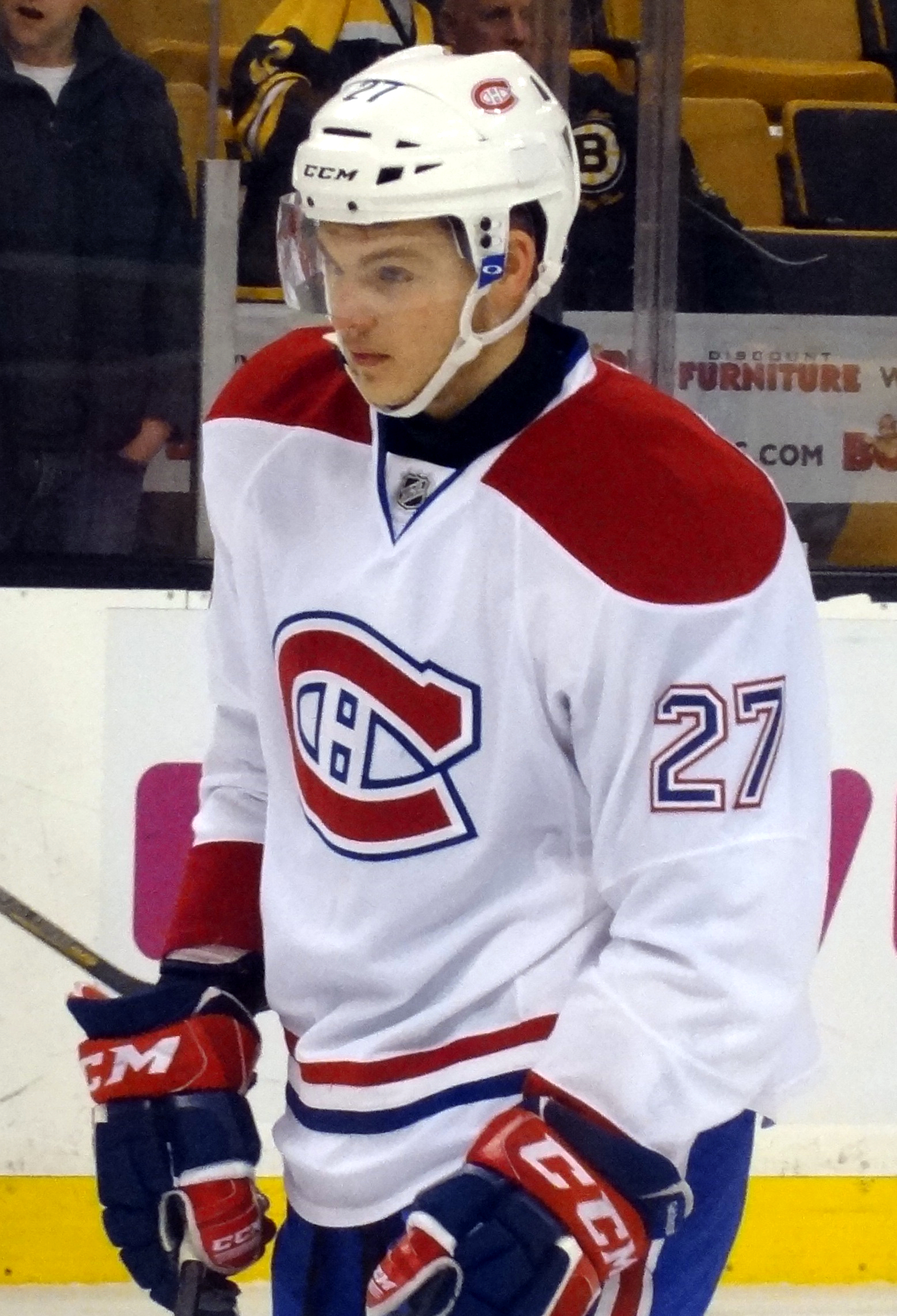
Алекс Гальченюк

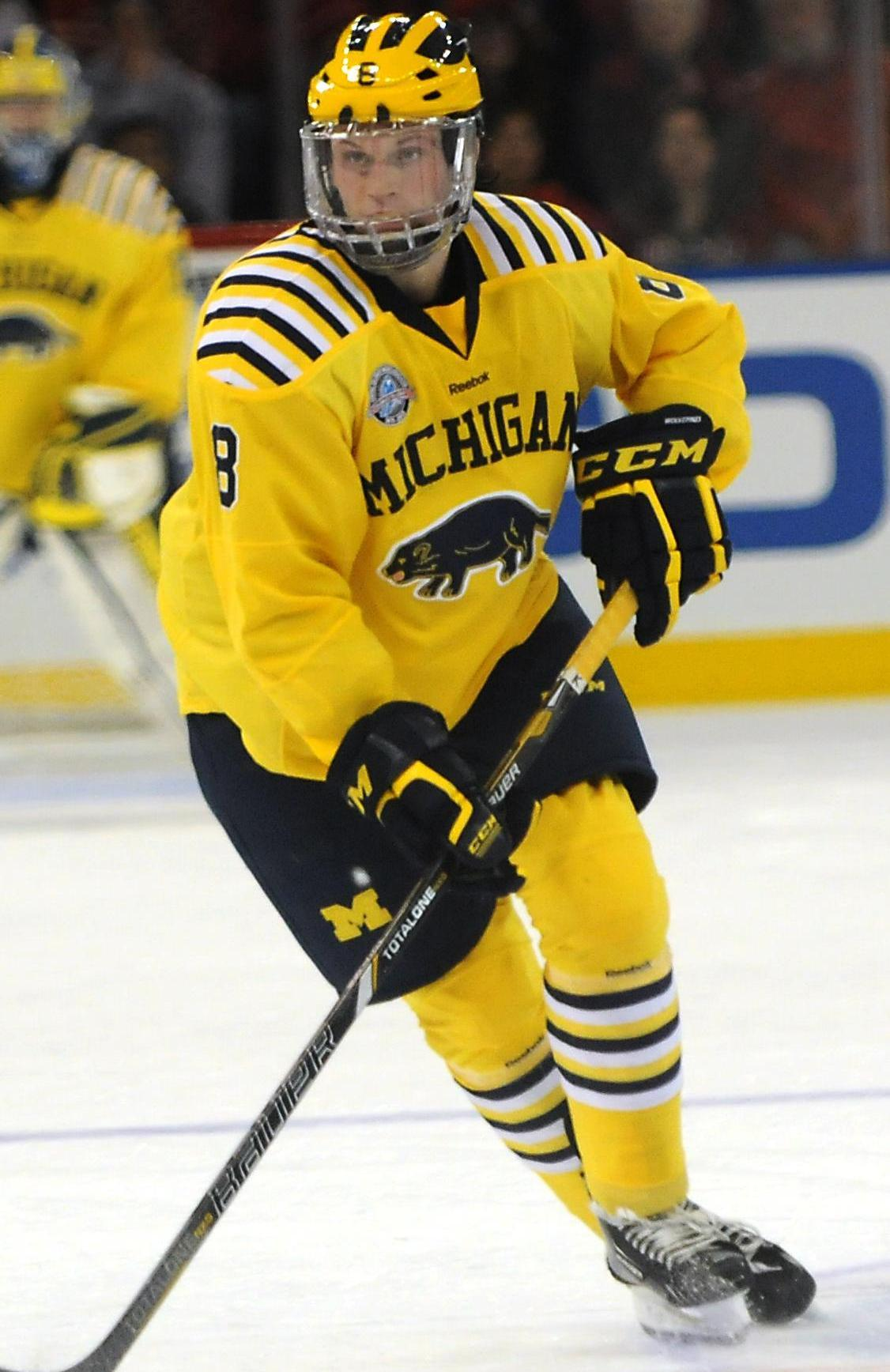
Джейкоб Троуба

Право першого вибору на драфті втретє поспіль отримала команда Едмонтон Ойлерс (подібне траплялося лише раз в історії: Квебек Нордікс обирали першими в 1989-1991 роках), натомість Колумбус Блю-Джекетс, котрі закінчили чемпіонат на останньому місці будуть обирати другими.

## Рейтинг гравців
9 квітня центральне скаутське бюро НХЛ підготувало остаточні списки молодих хокеїстів, котрі є доступними на даному драфті. Рейтинги зіставлені для польових гравців та голкіперів, що виступають в Північній Америці та Європі відповідно.
| Рейтинг | Польові гравці з Півн. Америки | Польові гравці з Європи |
| ------- | ------------------------------ | ----------------------- |
| 1       | Наїль Якупов                   | Філіп Форсберг          |
| 2       | Райан Мюррей                   | Теуво Терявяйнен        |
| 3       | Михайло Григоренко             | Себастьян Колберг       |
| 4       | Алекс Гальченюк                | Гампус Ліндгольм        |
| 5       | Морган Райлі                   | Томаш Гертл             |
| 6       | Коді Сесі                      | Понтус Аберг            |
| 7       | Радек Факса                    | Вілле Покка             |
| 8       | Оллі Мяяття                    | Людвіг Бюстрем          |
| 9       | Джейкоб Троуба                 | Микола Прохоркін        |
| 10      | Гріффін Рейнгарт               | Антон Слєпишев          |

| Рейтинг | Голкіпери з Півн. Америки | Голкіпери з Європи  |
| ------- | ------------------------- | ------------------- |
| 1       | Малкольм Суббан           | Андрій Василевський |
| 2       | Брендон Вітні             | Оскар Данск         |
| 3       | Джейк Петерсон            | Йоонас Корпісало    |
| 4       | Ентоні Столарц            | Жан Аурен           |
| 5       | Франсуа Трембле           | Марек Ланґгамер     |

## Перший раунд
| №  | Гравець (амплуа)        | Національність | Команда НХЛ                                  | Попередня команда            |
| -- | ----------------------- | -------------- | -------------------------------------------- | ---------------------------- |
| 1  | Наїль Якупов (П)        | Росія          | Едмонтон Ойлерс                              | Сарнія Стінг (ОХЛ)           |
| 2  | Райан Мюррей (З)        | Канада         | Колумбус Блю-Джекетс                         | Еверетт Сілвертіпс (ЗХЛ)     |
| 3  | Алекс Гальченюк (Ц)     | США            | Монреаль Канадієнс                           | Сарнія Стінг (ОХЛ)           |
| 4  | Гріффін Рейнгарт (З)    | Канада         | Нью-Йорк Айлендерс                           | Едмонтон Оіл-Кінгс (ЗХЛ)     |
| 5  | Морган Райлі (З)        | Канада         | Торонто Мейпл-Ліфс                           | Мус-Джо Воріорс (ЗХЛ)        |
| 6  | Гампус Ліндгольм (З)    | Швеція         | Анагайм Дакс                                 | Регле (Аллсвенскан)          |
| 7  | Метт Дамба (З)          | Канада         | Міннесота Вайлд                              | Ред-Дір Ребелс (ЗХЛ)         |
| 8  | Деррік Пульйо (З)       | Канада         | Піттсбург Пінгвінс (від Кароліни)1           | Портленд Вінтергокс (ЗХЛ)    |
| 9  | Джейкоб Троуба (З)      | США            | Вінніпег Джетс                               | США Ю-18 (ХЛСШ)              |
| 10 | Слейтер Куккук (З)      | Канада         | Тампа-Бей Лайтнінг                           | Пітерборо Пітс (ОХЛ)         |
| 11 | Філіп Форсберг (П)      | Швеція         | Вашингтон Кепіталс (від Колорадо)2           | Лександ (Аллсвенскан)        |
| 12 | Михаіл Григоренко (Ц)   | Росія          | Баффало Сейбрс                               | Квебек Ремпартс (ГЮХЛК)      |
| 13 | Радек Факса (Ц)         | Чехія          | Даллас Старс                                 | Кітченер Рейнджерс (ОХЛ)     |
| 14 | Земгус Гіргенсонс (Ц)   | Латвія         | Баффало Сейбрс (від Калгарі)3                | Деб'юк Файтінг Сейнтс (ХЛСШ) |
| 15 | Коді Сесі (З)           | Канада         | Оттава Сенаторс                              | Оттава 67і (ОХЛ)             |
| 16 | Том Вілсон (П)          | Канада         | Вашингтон Кепіталс                           | Плімус Вейлерс (ОХЛ)         |
| 17 | Томаш Гертл (Ц)         | Чехія          | Сан-Хосе Шаркс                               | Славія (Чеська екстраліга)   |
| 18 | Теуво Терявяйнен (П)    | Фінляндія      | Чикаго Блекгокс                              | Йокеріт (СМ-Ліга)            |
| 19 | Андрій Василевський (В) | Росія          | Тампа-Бей Лайтнінг (від Детройту)4           | Толпар (МХЛ)                 |
| 20 | Скотт Лаутон (Ц)        | Канада         | Філадельфія Флаєрс                           | Ошава Дженералс (ОХЛ)        |
| 21 | Марк Янковскі (Ц)       | Канада         | Калгарі Флеймс (від Нешвіллу через Баффало)5 | Стенстид Коледж (HS–Quebec)  |
| 22 | Оллі Мяяття (З)         | Фінляндія      | Піттсбург Пінгвінс                           | Лондон Найтс (ОХЛ)           |
| 23 | Майк Матесон (З)        | Канада         | Флорида Пантерс                              | Деб'юк Файтінг Сейнтс (ХЛСШ) |
| 24 | Малкольм Суббан (В)     | Канада         | Бостон Брюїнс                                | Бельвіль Булс (ОХЛ)          |
| 25 | Джордан Шмальц (З)      | США            | Сент-Луїс Блюз                               | Грін-Бей Гемблерс (ХЛСШ)     |
| 26 | Брендан Гонс (Ц)        | Канада         | Ванкувер Канакс                              | Бельвіль Булс (ОХЛ)          |
| 27 | Генрік Самуельсон (Ц)   | США            | Фінікс Койотс                                | Едмонтон Оіл Кінгс (ЗХЛ)     |
| 28 | Брейді Шей (З)          | США            | Нью-Йорк Рейнджерс                           | США Ю-18 (ХЛСШ)              |
| 29 | Стефан Матто (Ц)        | США            | Нью-Джерсі Девілс                            | США Ю-18 (ХЛСШ)              |
| 30 | Теннер Пірсон (Л)       | Канада         | Лос-Анджелес Кінгс                           | Беррі Колтс (ОХЛ)            |

1. «Піттсбург» отримав даний вибір у результаті обміну від 22 червня 2012 року, в котрому права на Джордана Стаала перейшли «Кароліні» в обмін на Брендона Саттера, Брайана Думоліна та цей вибір.
2. «Вашингтон» отримав даний вибір у результаті обміну від 1 липня 2011 року, в котрому права на Семена Варламова перейшли «Колорадо» в обмін на вибір у 2-му раунді драфту 2012 або 2013 року та цей вибір.
3. «Баффало» отримав даний вибір у результаті обміну із «Калгарі» від 22 червня 2012. «Шаблісти» віддали свої вибори в першому (раніше належав Нешвіллу) та другому (№42) раундах цього драфту, отримавши від «вогників» даний вибір.
4. «Тампа-Бей» отримала даний вибір у результаті обміну від 21 лютого 2012 року, в котрому права на Кайла Квінсі перейшли «Детройту» в обмін на Себастьєна Піха та цей вибір.
5. «Калгарі» отримав даний вибір у результаті обміну із «Баффало» від 22 червня 2012. «Вогники» віддали свій вибір в першому раунді (№14) цього драфту, отримавши від «сейбрс» вибори в другому раунді (№42) та цей вибір (раніше належав Нешвіллу).
Раніше «Баффало» отримав вибір в першому раунді від «Нешвіллу» у результаті обміну від 27 лютого 2012 року. «Хижакам» перейшли права на Пола Гостада та вибір в четвертому раунді драфту 2013 року, натомість «Баффало» отримав вибір у першому раунді цього драфту.

## Другий раунд
| №  | Гравець (амплуа)   | Національність | Команда НХЛ        | Попередня команда            |
| -- | ------------------ | -------------- | ------------------ | ---------------------------- |
| 66 | Ентоні Столарц (В) | США            | Філадельфія Флаєрс | Корпус Крісті АйсРайс (ПАХЛ) |

## Третій раунд
| №  | Гравець (амплуа)    | Національність | Команда НХЛ        | Попередня команда      |
| -- | ------------------- | -------------- | ------------------ | ---------------------- |
| 60 | Деймон Сіверсон (З) | Канада         | Нью-Джерсі Девілс  | Келона Рокетс (ЗХЛ)    |
| 64 | Тім Бозон (ЛН)      | Франція        | Монреаль Канадієнс | Камлупс Блейзерс (ЗХЛ) |
| 66 | Джиммі Весі (ЛН)    | США            | Нашвілл Предаторс  | Саут Шор Кінгс (СЮХЛ)  |

## Четвертий раунд
| №   | Гравець (амплуа)      | Національність | Команда НХЛ        | Попередня команда                  |
| --- | --------------------- | -------------- | ------------------ | ---------------------------------- |
| 78  | Шейн Гостісбер (З)    | США            | Філадельфія Флаєрс | Юніон-коледж (НКАА)                |
| 83  | Метт Мюррей (В)       | Канада         | Піттсбург Пінгвінс | Су-Сент-Марі Грейхаундс (ОХЛ)      |
| 86  | Колтон Парайко (З)    | Канада         | Сент-Луїс Блюз     | Форт-МакМеррей Ойл Баронс (АЮХЛ)   |
| 89  | Брендан Лейпсик (ЛН)  | Канада         | Нашвілл Предаторс  | Портленд Вінтергокс (ЗХЛ)          |
| 87  | Фредерік Андерсен (В) | Данія          | Анагайм Дакс       | Вестра Фрелунда (Елітсерія)        |
| 93  | Ерік Густафссон (З)   | Швеція         | Едмонтон Ойлерс    | Вестра Фрелунда (Елітсерія)        |
| 101 | Седрік Пакетт (ЦН)    | Канада         | Тампа-Бей Лайтнінг | Бленвіль-Бойсбраянд Армада (ГЮХЛК) |

## П'ятий раунд
| №   | Гравець (амплуа)    | Національність | Команда НХЛ        | Попередня команда             |
| --- | ------------------- | -------------- | ------------------ | ----------------------------- |
| 130 | Коннор Еллебюйк (В) | США            | Вінніпег Джетс     | Одесса Джекалопс (ПАХЛ)       |
| 137 | Коннор Каррік (З)   | США            | Вашингтон Кепіталс | США (ХЛСШ)                    |
| 151 | Колін Міллер (З)    | Канада         | Лос-Анджелес Кінгс | Су-Сент-Марі Грейхаундс (ОХЛ) |
| 156 | Коннор Браун (КН)   | Канада         | Торонто Мейпл-Ліфс | Ері Оттерс (ОХЛ)              |

## Шостий раунд
| №   | Гравець (амплуа)    | Національність | Команда НХЛ       | Попередня команда      |
| --- | ------------------- | -------------- | ----------------- | ---------------------- |
| 176 | Петтері Ліндбом (З) | Фінляндія      | Сент-Луїс Блюз    | Йокеріт (СМ-ліга)      |
| 180 | Артур Гаврус (ЛН)   | Білорусь       | Нью-Джерсі Девілс | Оуен-Саунд Аттак (ОХЛ) |

## Сьомий раунд
| №   | Гравець (амплуа) | Національність | Команда НХЛ        | Попередня команда      |
| --- | ---------------- | -------------- | ------------------ | ---------------------- |
| 209 | Віктор Леев (З)  | Швеція         | Торонто Мейпл-Ліфс | Седертельє (Елітсерія) |